# Konstantyn IV
Konstantyn IV (gr. Κωνσταντίνος, ur. 649, zm. 685) – cesarz bizantyjski w latach 668–685.

## Życiorys
Był najstarszym synem cesarza Konstansa II i jego żony Fausty. Ojciec uczynił go współcesarzem w 654.
Po śmierci ojca, z silnym poparciem papieża Witaliana pokonał uzurpatora Meziziosa.
Początkowo współrządził z braćmi Teodozjuszem i Herakliuszem. W 681 roku usunął ich i skazał na karę hańbiącą obcięcia nosa. Ostatecznie po pięcioletnich (674–678) walkach obronił Konstantynopol przed Arabami (podczas tego oblężenia Bizantyjczycy zastosowali pierwszy raz słynny ogień grecki). Rozbił ich flotę i zawarł z nimi pokój, który został odnowiony w 685 roku.
W 681 roku. zawarł pokój z Protobułgarami, którzy przekroczyli Dunaj i osiedlili się na ziemiach dzisiejszej Dobrudży. Data ta jest uważana za początek istnienia państwa bułgarskiego.
Z inicjatywy Konstantyna IV zwołano w 680 roku sobór konstantynopolitański III.
Jego żoną była Anastazja, Konstantyn IV miał z nią co najmniej dwóch synów:
- Justyniana II, kolejnego cesarza,
- Herakliusza.